# Hargicourt (Somme)
Hargicourt foi uma comuna francesa na região administrativa de Altos da França, no departamento de Somme. Estendia-se por uma área de 5,19 km². Em 2010 a comuna tinha 403 habitantes (densidade: 77,6 hab./km²).
Em 1 de janeiro de 2019, passou a formar parte da nova comuna de Trois-Rivières.